# Susana Santos
Susana Godinho Santos (* 5. Juli 1992 in Oliveira do Douro) ist eine portugiesische Leichtathletin, die sich auf den Langstreckenlauf spezialisiert hat.

## Sportliche Laufbahn
Erste internationale Erfahrungen sammelte Susana Santos beim Europäischen Olympischen Jugendfestival (EYOF) 2009 in Tampere, bei dem sie in 9:57,76 min den vierten Platz im 3000-Meter-Lauf belegte. Anschließend wurde sie bei den Crosslauf-Europameisterschaften in Dublin in 16:21 min 68. im Juniorinnenrennen. Im Jahr darauf kam sie bei den Crosslauf-Europameisterschaften in Albufeira im U20-Rennen nicht ins Ziel und bei den Crosslauf-Europameisterschaften 2011 in Punta Umbría landete sie nach 21:41 min auf dem 49. Platz. Im Juli belegte sie bei den Junioreneuropameisterschaften in Tallinn in 9:56,73 min den achten Platz über 3000 Meter und bei den Crosslauf-Europameisterschaften 2013 in Belgrad gelangte sie nach 22:01 min auf den 48. Platz im U23-Rennen. Im Jahr darauf wurde sie bei den Crosslauf-Europameisterschaften in Samokow in 25:15 min 51. im U23-Rennen und bei den Crosslauf-Europameisterschaften 2017 in Šamorín landete sie nach 29:33 min auf dem 66. Platz im Einzelbewerb. 2024 erreichte sie bei den Europameisterschaften in Rom nach 1:13:31 h den 44. Platz im Halbmarathon und anschließend nahm sie im Marathon an den Olympischen Sommerspielen in Paris teil und landete dort nach 2:35:57 h auf dem 57. Platz. Im Jahr darauf belegte sie bei den erstmals ausgetragenen Straßenlauf-Europameisterschaften 2025 in Löwen in 1:12:03 h den sechsten Platz im Halbmarathon.
2019 wurde Santos portugiesische Meisterin im 5000-Meter-Lauf sowie Hallenmeisterin über 3000 Meter.

## Persönliche Bestzeiten
- 5000 Meter: 16:16,73 min, 25. Mai 2024 in Maia
  - 3000 Meter (Halle): 9:23,17 min, 1. März 2020 in Pombal
- 10.000 Meter: 33:23,31 min, 13. April 2019 in Burjassot
- Halbmarathon: 1:10:47 h, 27. Oktober 2024 in Valencia
- Marathon: 2:24:46 h, 1. Dezember 2024 in Valencia